# Kepler-19c
Kepler-19c – prawdopodobna planeta pozasłoneczna orbitująca wokół gwiazdy Kepler-19, której istnienie podejrzewa się ze względu na nieregularności w ruchu odkrytej wcześniej planety Kepler-19b, przypuszczalnie wywołane wpływem grawitacji niezaobserwowanej bezpośrednio planety.
Pierwsza planeta, Kepler-19b, obiega swoją gwiazdę co 9 dni i 7 godzin. Dokładne obserwacje każdego tranzytu pokazały, że jej bieg orbitalny jest zakłócany przez jakieś niewidzialne ciało niebieskie, którego wpływ przyspiesza lub zwalnia ją o pięć minut.
Sam obiekt, który wpływa na nieregularny ruch planety Kepler-19b nie został jeszcze bezpośrednio odkryty, ale jest to najprawdopodobniej inna planeta, która otrzymała oznaczenie Kepler-19c. Nie są jeszcze znane jej cechy fizyczne oraz parametry orbity. Może to być np. niewielka planeta skalista o kolistej orbicie z okresem orbitalnym pięciu dni lub gazowy olbrzym poruszający się po wydłużonej orbicie obiegający swoje słońce co 100 dni.